# Minangkabau Wikipedia
Minangkabau Wikipedia (minangkabau: Wikipedia bahaso minangkabau,  dansk: den minangkabausprogede Wikipedia) er den minangkabausprogede  version af det verdensomspændende encyklopædi-projekt Wikipedia. Wikipedia bahaso Minangkabau blev lanceret 7. februar 2003.
Pr. onsdag den 26. marts 2025 har  Wikipedia 228.300 artikler, 67 aktive bidragydere og 5 administratorer.